# 법사회학
법사회학(法社會學, sociology of law)은 법을 사회적인 관점에서 연구하는 법률의 한 분야를 말한다. 프랑스의 사상가 샤를 드 몽테스키외가 처음 시작하였다고 여겨지며, 법 규범과 사회적 현실과의 관련 및 상호 작용을 중시한 프리드리히 카를 폰 사비니를 시조로 보기도 한다. 직접적으로는 자유법론과 이익 법학에 의해 종래의 법률학이 법률생활의 특수한 필요에 기여하는 실천적 기술이 되었을 때 그것에 대신해서 법에 관한 참된 학문임을 표방하며 등장한 학문이다.
법사회학자는 법과 사회와의 상호 작용을 탐구하며 법 규범과 법 현실의 괴리에 대한 탐구를 수행한다. 법사회학이 대상으로 하는 것은 사회적 실제로서의 법이다. 법을 연구 대상으로 하되 규범으로서의 법이 아니라 사실로서의 법을 대상으로 한다는 점에서 법해석학과 다르다. 법사회학의 기본 성격은 법과 사회와의 상호관계에 관한 이론적 경험 과학이라는 데에서 찾아볼 수 있다. 법사회학은 법과 사회의 두 영역 중 하나를 독립 변수로, 다른 하나를 종속 변수로 하여 원인을 설명한다.
법사회학은 법의 문언의 규명에 그치지 않고 법의 기초에 있는 사회적 사실을 규명하고, 사실의 관찰·경험 수집에 의하여 법의 본질의 해명을 좇으려 하는 것이다. 법사회학은 국가의 법원(사법부)에 의한 분쟁 해결을 위한 기준으로서의 강제력을 구비한 법규와 사회 가운데서 사회에 의하여 만들어져서 공동생활에서 개개인의 행위를 현실에 규제하고 있는 생활 질서로서 활용되는 법을 구별하고 있다. 또한 후자를 법의 근원적 형태로서 이를 주(主) 연구 대상으로 삼는 동시에, 법규가 입법자 및 법조계에서 활용되는 법으로부터 추출하는 과정에서도 사회적 분석을 가한다.
이러한 법의 존재 형태의 다원성의 인식에 입각하여 법사회학은 법조에 의한 법의 창조의 의의를 강조함과 동시에 그 때문에 기초를 뒷받침하는 법의 사회학적 분석의 뜻을 중시하고, 순수 인식의 법사회학과 응용적 기술론인 법해석학과 밀접하게 관련시키는 것이다. 귀납적 방법을 매개로 하여 구체에서 일반으로, 또다시 일반에서 구체로 하는 등의 실증적 방법으로 연구한다.
한편, 법을 통해 사회 전체의 복지를 이룰 수 있다고 주장하는 사회 법학도 법사회학과 밀접한 관계를 지니지만 법사회학과 완전히 동일시할 수는 없다.

## 지적 기원
법사회학의 뿌리는 지난 세기 전환기의 사회학자와 법학자들의 연구로 거슬러 올라갈 수 있다. 법과 사회의 관계는 막스 베버(Max Weber)와 에밀 뒤르켐(Émile Durkheim )의 중요한 저작에서 사회학적으로 탐구되었다. 이들 고전 사회학자들의 법에 관한 저술은 오늘날 법사회학 전체의 기초가 된다.  주로 법학자를 비롯한 많은 다른 학자들도 사회학적 법이론을 발전시키려는 시도에서 사회과학적 이론과 방법을 사용했다. 특히 이들 중에는 Leon Petrazycki , Eugen Ehrlich 및 Georges Gurvitch 가 있었다.
막스 베버에게 있어서 사회 내 지배의 한 형태인 소위 '법적 합리적 형태'는 사람에게 귀속되는 것이 아니라 추상적인 규범에 귀속되는 것이다. 그는 법적 권위의 관점에서 일관되고 계산 가능한 법의 체계를 이해했다. 이러한 일관되고 계산 가능한 법칙은 현대 정치 발전과 현대 관료 국가의 전제 조건을 형성했으며 자본주의 성장과 병행하여 발전했다. 현대 법 발전의  은 모든 사람에게 평등하고 공정하게 적용되는 일반적인 절차에 기초한 법의 형식적 합리화이다. 현대의 합리화된 법은 특정 사건에 적용할 때 성문화되어 있고 비인격적이다. 일반적으로 베버의 관점은 법학의 내적 관점과 법철학의 도덕적 접근이 아닌, 법의 실증적 특성을 연구하는 외적 법 접근으로 설명할 수 있다.
에밀 뒤르켐(Émile Durkheim)은 사회가 더욱 복잡해짐에 따라 형법과 형벌 제재를 희생시키면서 주로 손해 배상과 보상에 관심을 두는 민법 체계가 성장하고 있다고 썼다. 시간  지남에 따라 법은 억압적인 법에서 회복적인 법으로 변화를 겪었다. 회복법은 개인차가 크고 개인의 권리와 책임이 강조되는 사회에서 적용된다.  뒤르켐에게 법은 사회의 통합 방식을 나타내는 지표로서, 동일한 부분들 사이에서는 기계적일 수도 있고, 산업화된 사회와 같이 차별화된 부분들 사이에서는 유기적일 수도 있다. 뒤르켐은 또한 법사회학이 법에 반영된 가치체계의 발전을 연구하는 도덕사회학과 함께, 그리고 밀접하게 연관되어 발전해야 한다고 주장했다.
법사회학의 기본원칙에서 오이겐 에를리히(Eugen Ehrlich)는 소셜 네트워크와 집단이 사회 생활을 조직하는 방식에 초점을 맞춰 법학 연구에 대한 사회학적 접근 방식을 개발했다.  그는 법과 일반 사회 규범 사이의 관계를 탐구하고, 공식적인 집행을 요구하는 국가의 강제적 규범으로 구성된 '실정법'과 사람들이 실제로 순종하고 준수해야 하는 행동 규칙으로 구성된 '살아있는 법'을 구별했다. 사회생활을 지배했던 것. 후자는 사람들이 사회적 연합을 형성하기 위해 서로 상호작용하면서 자연스럽게 나타났다.
그러므로 법 발전의 중심은 옛날부터 국가 활동이 아니라 사회 자체에 있었고, 현재는 그곳에서 찾아야 한다.”
—  오이겐 에를리히(Eugen Ehrlich), 법사회학의 기본 원칙
이는 법학자 한스 켈젠(Hans Kelsen) 과 같은 법실증주의 옹호자들로부터 "국가가 만든 법과 비국가 사회 단체의 조직적 명령에 의해 만들어진 법"을 구별한다는 이유로 비판을 받았다. Kelsen에  Ehrlich는 Sein ("is")과 Sollen ("ought") 을 혼동했다.  일부에서는 Ehrlich가 변호사가 배우고 적용하는 실정법(또는 주)과 Ehrlich가 "살아있는 법"이라고 부르는 다른 형태의 '법'을 구별하고 있다고 주장했다. 변호사와 법원에 연락한다.
레온 페트라지츠키(Leon Petrazycki)는 국가가 지원하는 "공식법"의 형태와 외부 권위에 대한 언급 없이 개인의 마음 속에 있는 복잡한 정신적 과정으로 구성된 법적 경험으로 구성된 "직관법"을 구별했다. Petrazycki의  은 사회학적 문제를 다루었으며 그의 방법은 경험적이었다. 왜냐하면 그는 관찰을 통해서만 사물이나 관계에 대한 지식을 얻을 수 있다고 주장했기 때문이다. 그러나 그는 사회학보다는 인지 심리학과 도덕 철학의 언어로 자신의 이론을 설명했다. 결과적으로, 법사회학 발전에 대한 그의 공헌은 크게 인정받지 못한 채 남아있다. 예를 들어, 페트라지키의 "직관법"은 조르주 구르비치(Georges Gurvitch)의 "사회법" 개념(아래 참조)의 발전에 영향을 미쳤을 뿐만 아니라 사회법 이론화에 그 흔적을 남겼다. -법학자. Petrazycki의 작업에서 직접적으로 영감을 받은 사람들 중에는 폴란드의 법률 사회학자인 Adam Podgórecki가 있다.
테오도르 가이거(Theodor Geiger)는 마르크스주의 법이론에 대한 긴밀한 분석을 발전시켰다. 그는 법이 어떻게 "정기적으로 실행되는 인구의 보통선거에 의해 표현되는 동의에 의해 지배되는 종류의 민주 사회에서 사회 변혁의 요소"가 되는지 강조했다. 가이거  계속해서 자신의 반형이상학적 사고의 두드러진 특성을 발전시켜 실천적 허무주의 로 그것을 넘어섰다. 가이거의 가치 허무주의는 법적 허무주의의 형태를 위한 길을 열었으며 , 이는 지적 수준까지 갈등을 일으키고 감정을 마비시킬 수 있는 냉정한 민주주의의 건설을 장려한다. 진실의 본질에 관한 가치, 윤리 또는 정책".
Georges Gurvitch는 다양한 형태와 다양한 수준의 사회적 상호 작용에서 법의 동시 표현의 융합에 관심이 있었다. 그의 목표는 통합과 협력의 법칙인 '사회법' 개념을 고안하는 것이었다. Gurvitch의 사회법은 그의 일반 사회학의 필수적인 부분이었다. "이는 법적, 정치적, 도덕적 권위의 단일 소스에 기초한 모든 법 개념에 도전했기 때문에 법 다원주의 이론에 대한 초기 사회학적 공헌 중 하나이기도 한다."
학문으로서 법사회학은 아르헨티나에서 일찍부터 수용되었다. 카를로스 코시오(Carlos Cossio)의 작업을 바탕으로 한 지역 법률 학자 운동으로서 남미 연구자들은 비교법과 사회학적 통찰력, 헌법과 사회, 인권, 법적 관행에 대한 심리사회적 접근 방식에 중점을 두었다.
식민지 인도의 법률 작가들은 대부분 원주민 관습과 종교적 전통을 편찬했으며 원주민법을 대체하는 법률 시스템의 관습법을 대부분 무시했다. 입법권이 확립된 후에야 인도의 법학자들은 존 오스틴 의 영향을 받아 이러한 성문화 및 관습법 현상을 설명하기 시작했다. 대부분의 작품은 소송에 초점을 맞추었지만 작가 Ashutosh Mukherjee는 "법은 무역도 아니고 엄숙한 저글링도 아니고 올바른 의미에서 살아있는 과학이다"라고 말했다.

## 법학 연구에 대한 사회학적 접근

### 현대 법사회학
법사회학은 제2차 세계대전 이후 학습과 경험적 연구의 학문 분야로 확고히 자리잡았다.  제2차 세계대전 이후 일부 유명한 사회학자들이 사회에서 법의 역할에 관해 글을 썼지만 법학 연구는 사회학의 중심이 아니었다. 예를 들어 Talcott Parsons 의 연구에서 법은 사회 통제의 필수 메커니즘으로 간주된다. 기능주의에 대한 비판에 대응하여 법에 대한 다른 사회학적 관점이 등장했다. 비판적 사회학자들은 법을 권력의 도구로 보는 관점을 발전시켰다. 그러나 필립 셀즈닉 (Philip Selznick )과 같은 법사회학의 다른 이론가들은 현대법이 사회의 요구에 점점 더 반응하게 되었으며 도덕적으로도 접근해야 한다고 주장했다. 또 다른  들, 특히 미국 사회학자인 도널드 블랙(Donald Black)은 순수 사회학의 패러다임에 기초하여 단호하고 과학적인 법 이론을 발전시켰다. "순수과학"인 법사회학은 범죄자에게 집중하지 않고, 무질서, 폭력, 범죄의 기능 이나 결과에 집중하며, 법, 도덕, 교육 및 기타 모든 형태의 사회 조직에 의해 결정되는 물리적, 사회적 환경의 산물로 접근한다. .  차례로, '응용 과학'으로서 이는 구체적인 문제의 해결에 초점을 맞추고 있으며, 특히 범죄 관련 문제의 원인과 결과 연구의 이론적, 방법론적 단점을 고려할 때 현대 사회학자들은 위험 요인 (예: 어린이와 청소년을 잠재적인 범죄자로 만드는 것)과 보호 요인 ("정상적인" 성격과 "좋은" 지역 사회 구성원을 만드는 경향이 있음) 을 식별하고 분석하는 데 열중하고 있다.  마찬가지로 광범위한 방향 그러나 또 다른 것은 법 또는 "법률 시스템"을 사회의 10가지 기능 시스템 ( 기능적 차별화 참조) 중 하나로 제시하는 독일 사회학자 니클라스 루만(Niklas Luhmann )의 자기생산 시스템 이론이다.
모든 집단적 인간 생활은 직간접적으로 법에 의해 형성된다. 법은 지식과 같으며, 사회적 조건의 필수적이고 널리 퍼져 있는 사실이다.
—  니클라스 루만(Niklas Luhmann), 법의 사회학적 이론
사회 철학자 위르겐 하버마스(Jurgen Habermas)는 루만의 의견에 동의하지 않으며 법이 '생활 세계'에서 일반 사람들의 이익을 보다 충실하게 대표함으로써 '시스템' 제도'로서 더 나은 역할을 수행할 수 있다고 주장한다. 법과 변호사에 대한 또 다른 사회학적 이론은 피에르 부르디외(Pierre Bourdieu) 와 그의 추종자들의 이론으로 , 그들은 법을 행위자들이 문화적, 상징적, 경제적 자본을 위해 투쟁하고 그렇게 함으로써 변호사의 재생산적 직업 습관을 개발하는 사회적 장으로 본다.  유럽 대륙의 몇몇 국가에서는 1960년대와 1970년대부터 법사회학에 대한 실증 연구가 강력하게 발전했다. 폴란드에서는 Adam Podgórecki 와 그의 동료(종종 Petrazycki 의 아이디어에 영향을 받음)의 작업이 특히 주목할 만했다. 스웨덴에서는 이 시기에 법사회학에 대한 실증적 연구가 특히 Per Stjernquist 에 의해 개척되었고 , 노르웨이에서는 Vilhelm Aubert 에 의해 개척되었다.
최근에는 사회학 전반에 걸쳐 이론이 확산됨에 따라 법사회학에서도 매우 광범위한 이론이 등장했다. 최근 영향으로는 프랑스 철학자 미셸 푸코 , 독일 사회 이론가 위르겐 하버마스, 페미니즘, 포스트모더니즘과 해체주의, 네오마르크스주의, 행동주의 등 이 있다. 법사회학의 다양한 이론적 영향은 더 넓은 법과 사회 분야에도 영향을 미쳤다. 다학문적인 법률 및 사회 분야는 여전히 인기가 높은 반면, 법사회학이라는 학문적 전문 분야도 "제도적, 전문적 측면에서 그 어느 때보다 잘 조직되어 있다".

### 법과 사회
법과 사회(Law and Society)는 제2차 세계대전 이후 주로 법학 연구에 관심을 갖고 있던 사회학자들의 주도로 설립된 미국의 운동이다. 법과 사회 운동의 이론적 근거는 로렌스 프리드먼(Lawrence Friedman) 이 쓴 두 개의 짧은 문장으로 미묘하게 요약된다. "법은 미국에서 매우 중요한 존재이다. 변호사에게 맡기기에는 법이 너무 중요하다."  창립자들은 "사회적 맥락에서 법과 법률 제도에 대한 연구는 학제간 대화와 학제간 연구 방법에 대한 헌신으로 구별되는 학문 분야로 구성될 수 있다"고 믿었다.  따라서 "이 작업의 기본 가정은 법이 자율적이지 않다는 것, 즉 사회와 독립적이라는 것이다." “기존 법학이 사회 문제에 답하기 위해 법체계 내부를 들여다보는” 반면, “법과 사회 운동은 외부를 바라보며 자율성의 정도를 경험적 문제로 다룬다.”  더욱이, 법과 사회 학문은 법이 발효되면 법이 사회에 미치는 영향에 대해 깊은 우려를 표명하는데, 이는 전통적인 법학 학문에서는 무시되거나 과소평가되는 우려이다. 1964년 법과 사회 협회(Law and Society Association)의 설립 과 1966년 법과 사회 리뷰(Law  Society Review)의 설립 은 법과 사회 운동의 학술 활동의 연속성을 보장하고 회원들이 미국의 법률 교육과 정책 결정에 영향을 미칠 수 있게 했다.
한 관점에서 법사회학과 법사회학의 주요 차이점은 법사회학이 이론적으로나 방법론적으로 사회학에 국한되지 않고 모든 사회과학 분야의 통찰력을 수용하려고 한다는 것이다.  "법학에 관심이 있는 사회학자, 사회인류학자, 정치학자에게 기회를 제공할 뿐만 아니라 법을 연구하는 심리학자와 경제학자를 통합하려고 노력한다."  다른 관점에서 볼 때, 법사회학과 법사회학은 모두 학제간 사업으로 보아야 하지만, 법사회학은 사회학의 방법, 이론 및 전통과 특별한 관련이 있다.
1970년대와 1980년대에 법학 및 사회 학자들이 분쟁 및 분쟁 해결에 관해 다수의 독창적인 실증적 연구를 수행했다. 예를 들어 , William Felstiner는 초기 작업에서 갈등을 해결하기 위한 대안적인 방법(회피, 중재, 소송 등)에 중점을 두었다. Richard Abel 및 Austin Sarat 와 함께 Felstiner는 분쟁 피라미드의 아이디어와 갈등 해결의 다양한 단계와 피라미드 수준을 나타내는 "명명, 비난, 주장"이라는 공식을 개발했다.

### 사회법학
법사회학은 일반적으로 사회법학과 구별된다. 법학의 한 형태로서 후자는 주로 사회 과학에 직접적으로 기여하는 데 관심이 없으며 대신 법적 실천 및 법률 이론을 포함하는 법률 논쟁에 직접 참여한다. 사회법학은 법적 제도와 관행의 변화, 법적 사상의 사회적 원천과 효과에 법률적 관심을 집중한다. 이는 사회이론에서 지적 자원을 끌어내고, 진화하는 규제 형태와 법의 문화적 중요성을 이해하는 사회과학 연구에 명시적으로 의존한다.
선구적인 형태로 미국의 Louis Brandeis 와 Roscoe Pound에 의해 개발되었다. 이는 오스트리아 법학자 오이겐 에를리히(Eugen Ehrlich) 와 러시아-프랑스 사회학자 조르주 구르비치(Georges Gurvitch) 와 같은 선구적인 법사회학자들의 연구에 영향을 받았다.
법에 대한 사회과학적 연구의 다양한 분야를 구별하는 것이 주류 사회학과 법학과 관련하여 법사회학의 발전을 설명하고 분석할 수 있게 해주지만, 그러한 잠재적인 인위적 구별이 법의 발전에 반드시 유익한 것은 아니라고 주장할 수 있다. 분야 전체의. 이러한 견해에 따르면 법에 대한 사회과학적 연구가 현재 그 범위를 정의하는 이론적, 경험적 한계를 초월하려면 인위적인 구분을 넘어서야 한다.

## 사회법학 연구
영국의 '사회법학 연구'는 학제간 법학 연구를 촉진하려는 로스쿨의 관심에서 주로 성장했다.  신흥 학문, 하위 학문 또는 방법론적 접근으로 간주되든, 법과의 관계 및 법 내에서 반대 역할의 관점에서 보는 경우가 많다.  그러므로 사회과학과 훨씬 더 강한 학문적 유대를 조성하는 많은 서유럽 국가의 법사회학이나 미국의 법사회학과 혼동해서는 안 된다. 과거에는 법사회학의 응용분야로 제시되어 경험주의적이고 무이론적이라는 비판을 받아왔다.  예를 들어 Max Travers는 사회 법률 연구를 사회 정책의 하위 분야로 간주하고 '주로 법률 서비스 제공에 있어 정부 정책에 영향을 미치거나 서비스를 제공하는 데 관심이 있다' 한때는 정책 과정에 관한 일반 이론을 개발해야 했다."
사회법학 연구의 주목할만한 실천가로는 Morgan 관계 및 개인 생활 연구 센터의 공동 소장인 Carol Smart 교수 (사회학자 David Morgan의 이름을 따서 명명 )뿐만 아니라 공동 연구를 진행 중인 Mavis Maclean 교수 와 John Eekelaar 교수가 있다. 옥스퍼드 가족법 및 정책 센터(OXFLAP)의 이사.
사회법적 조사 방법
법사회학에는 사회법적 연구를 수행하기 위해 특별히 개발된 조사 방법이 없다. 대신, 법과 법적 현상을 탐구하기 위해 질적, 양적 연구 기술을 포함한 다양한 사회과학적 방법을 사용한다. 데이터 수집 및 분석에 대한 실증주의적 접근 방식과 해석적(담론 분석 등) 및 민족지학적 사회법률 분야에서 사용된다.

## 영국의 법사회학
법사회학은 Campbell과 Wiles가 1976년에 법과 사회 연구에 대한 리뷰를 썼을 당시 영국 사회학과 법학 분야의 작지만 발전하고 있는 하위 분야였다. 불행하게도 초기 약속에도 불구하고 여전히 작은 분야로 남아 있다. . 경험적 사회학 연구는 매년 출판되는 경우가 거의 없다. 그럼에도 불구하고, 다양한 사회학적 전통과 일부 주요 이론적 기여를 나타내는 몇 가지 훌륭한 연구가 있었다. 1960년대와 1970년대에 가장 인기 있었던 두 가지 접근 방식은 상호작용주의와 마르크스주의였다.
상징적 상호작용주의와 마르크스주의
상호작용주의는 구조 기능주의에 대한 정치적으로 급진적인 대안으로 1950년대와 1960년대 미국에서 인기를 끌었다. 사회를 개인의 행동을 규제하고 통제하는 시스템으로 보는 대신, 상호작용주의자들은 사회학이 사람들이 특정 상황에서 무엇을 하고 있는지, 그리고 그들이 자신의 행동을 어떻게 이해하는지를 다루어야 한다고 주장했다. 범죄, 동성애, 정신 질환과 같은 주제를 포함하는 일탈의 사회학이 이러한 이론적 논쟁의 초점이 되었다. 기능주의자들은 범죄를 법체계에 의해 관리되어야 할 문제로 묘사했다. 이와 대조적으로 낙인 이론가들은 법 제정 및 집행 과정, 즉 범죄가 어떻게 문제로 구성되는지에 초점을 맞췄다. 다수의 영국 사회학자와 일부 로스쿨 연구자들이 법과 범죄에 관해 글을 쓰면서 이러한 생각을 끌어냈다.
그러나 이 시기에 가장 영향력 있는 사회학적 접근 방식은 마르크스주의였다. 마르크스주의는 구조 기능주의와 마찬가지로 사회 전체에 대한 과학적이고 포괄적인 이해를 제공한다고 주장했지만 물질적 이익을 위한 서로 다른 집단 간의 투쟁을 강조했다. 가치 합의보다는 이러한 접근 방식은 로스쿨에서 좌파 정치적 견해를 가진 많은 사람들의 상상력을 사로잡았지만 흥미로운 실증 연구도 탄생시켰다. 여기에는 지배적인 경제 집단의 이익을 증진하기 위해 특정 법령이 어떻게 사용되었는지에 대한 역사적 연구와 또한 치안판사에 관한 글에서 마르크스주의와 상호작용주의, 특히 Erving Goffman의 사회학의 분석 자원을 결합한 Pat Carlen의 기억에 남는 민족지학이 포함되었다.
사회 법률 연구를 위한 옥스퍼드 센터
1980년대는 또한 영국의 경험적 법사회학이 유익한 시기였다. 그 주된 이유는 도널드 해리스가 의도적으로 옥스퍼드대학교 사회법학센터에서 변호사와 사회학자 사이의 유익한 교류를 위한 조건을 만들기 위해 나섰기 때문이다. 그는 민족방법론, 대화 분석, 직업 사회학에 관심이 있는 J. Maxwell Atkinson과 Robert Dingwall, 그리고 미국에서 일종의 컬트 인물이 된 Doreen McBarnet을 포함하여 젊고 재능 있는 여러 사회과학자들을 영입할 만큼 운이 좋았다. 그녀의 박사학위 논문을 발표한 후 좌파는 형사 사법 제도에 대한 특히 명확하고 활발한 마르크스주의적 분석을 발전시켰다. 민족방법론은 이전에 이 리뷰에서 언급되지 않았으며, 이 분야의 많은 리뷰어들이 그들의 이론적 관심에 쉽게 동화될 수 없기 때문에 간과되는 경향이 있다. 그러나 상호작용주의보다 행동을 이론화하는 더 급진적이고 철저한 방법을 항상 제공했다는 점에 주목할 수 있다. (비록 두 가지 접근 방식은 사회를 마르크스주의나 구조적 전체로 보는 전통과 비교할 때 많은 공통점이 있음에도 불구하고) -기능주의). 센터에 있는 동안 J. Maxwell Atkinson은 요크 대학의 사회학자인 Paul Drew와 협력하여 북아일랜드 검시관의 청문회 녹취록을 사용하여 법정 상호 작용에 대한 최초의 대화 분석 연구를 진행했다.
이 기간 동안 옥스포드에서 발전한 또 다른 관심 분야는 직업 사회학이었다. Robert Dingwall과 Philip Lewis  법사회학과 의학의 전문가들을 모아 흥미롭고 이론적으로 다양한 컬렉션을 편집했다. 그러나 지금까지 가장 잘 알려진 연구는 기능주의, 마르크스주의, 베버주의 사회학의 아이디어와 개념을 사용하여 영국 변호사들이 20세기 대부분 동안 누렸던 높은 소득과 지위를 설명하기 위해 미국 학자 Richard Abel이 발표한 것이다.
최근 개발
1980년대 이후 영국 사회학자들은 법과 법률 제도에 대한 실증적 연구를 상대적으로 거의 수행하지 않았다. 즉, 실증적이면서 동시에 사회학의 이론적 관심을 다루는 연구였다. 그러나 몇 가지 예외가 있다. 우선, 법사회학은 다양한 학문 분야와 함께 페미니즘과의 참여를 통해 활기를 띠고 갱신되었다. 법을 이해하기 위한 통치성에 대한 푸코의 생각이 갖는 의미에 많은 관심이 있었고  니클라스 루만(Niklas Luhmann)과 피에르 부르디외(Pierre Bourdieu)와 같은 대륙 사상가들에게도 많은 관심이 있었다. 다시 말하지만, 기대했던 것보다 훨씬 적은 수의 실증적 연구가 생산되었지만 많은 흥미로운 연구가 출판되었다고 주장할 수 있다.
두 번째 예외는 법적 환경을 연구할 때 민족방법론과 상징적 상호작용론의 자원을 활용한 연구자들의 작업에서 발견된다. 이러한 유형의 연구는 사회학의 다른 이론적 전통과 지속적으로 논쟁을 벌이기 때문에 사회법적 연구라기보다는 확실히 사회학적이다. 형사 변호사 회사의 업무에 관한 Max Travers의 박사 논문은 다른 사회학자, 특히 마르크스주의자들이 변호사와 고객이 자신의 행동을 이해하는 방식을 다루거나 존중하지 않는다는 문제를 제기하게 했다. 규율). 그러나 그것은 또한 법사회학의 구조적 전통에 대한 비판에서 법사상가들이 제기한 문제, 즉 사회과학이 법적 실천의 내용을 어느 정도 다룰 수 있는지를 탐구했다.
최근 경험적 연구의 상대적으로 제한된 발전에도 불구하고, 법사회학의 이론적 논쟁은 최근 수십 년 동안 영국 문학에서 중요해졌다. David Nelken 은 비교법사회학의 문제와 법문화 개념의 잠재력을 탐구했다. Roger Cotterrell은 시대에 뒤떨어진 '법과 사회' 패러다임으로 간주되는 것을 대체하기 위해 법과 공동체의 관계에 대한 새로운 관점을 개발하려고 노력하고 있으며,  David Schiff 및 Richard Nobles 와 같은 다른 학자들은 잠재력을 조사하고 있다. 루만적 시스템 이론과 법이 사회의 다른 측면과 밀접하게 상호 연관되어 있기보다는 자율적인 사회 장으로 볼 수 있는 정도. 또한 규제와 정부에 관한 사회법적 연구 분야가 급성장하고 있다는 점도 중요하며, 영국 학자들은 이에 탁월한 공헌을 했다.

## 법의 사회학적 개념 고안
법에 대한 전통적인 이해(법에 대한 별도 항목 참조)와 달리, 법사회학은 일반적으로 법을 사회와 독립적으로 존재하는 규칙, 교리 및 결정의 시스템으로만 보고 정의하지 않는다. 등장했다. 법의 규칙 기반 측면은 물론 중요하지만 사회적 맥락에서 법을 설명, 분석 및 이해하기 위한 부적절한 기반을 제공한다. 따라서 법사회학은 법을 시간이 지남에 따라 진화하고 문화적, 경제적, 사회정치적 구조 및 제도와 관련하여 상호작용을 통해 발전해 온 일련의 제도적 관행으로 간주한다. 현대 사회 시스템으로서 법은 종교, 정치, 경제 등 다른 사회 제도 및 시스템과 독립적으로 기능할 수 있는 자율성을 획득하고 유지하려고 노력한다. 그러나 여전히 역사적, 기능적으로 이러한 다른 기관과 연결되어 있다. 따라서 법사회학의 목표 중 하나는 현대 법과 다른 사회 제도와의 상호의존성을 기술하고 설명할 수 있는 경험적 방법론을 고안하는 것이다.
사회 진화는 평등하고 자유로운 행위자들 사이의 특히 합법적이고 자발적인 새로운 유형의 종속을 "혈통" 또는 영토의 정체성에 의해 조건지어진 전통적인 유대로 대체함으로써 법을 문명화된 삶의 강력한 – 아마도 가장 중요한 – 준거로 전환시켰다. 규칙과 법적 원칙의 추상화 정도는 지속적으로 증가하고, 시스템은 자체 역학에 대한 자율성과 통제력을 획득하여 사회의 규범적 질서가 종교적 합법성과 관습의 권위없이 관리될 수 있도록 한다. 현대 사회에서 법은 다음과 같이 구별된다.
(1) 정치, 종교, 비법률 기관 및 기타 학문 분야와 관련된 자율성; 이는 국가 권력 덕분에 구속력을 획득하고 유효한 상태를 유지하며 개인, 사회 집단, 사회 전체에 행동 규범을 부과하는 일련의 고정된 규칙이다. 또한 영구적인 변형 상태에서 모호하고 유동적인 구어와 안전한 거리를 유지하는 매우 특별하고 인위적인 언어 형식을 부여받은 행동 규제 시스템인 사회적 기술;
(2) 기업 및 국회의원, 판사, 사무변호사, 법률학자로 구성된 전문 조합
(3) 전통보다는 체계화의 힘으로 생각되는 이상화된 제도
(4) 법인체, 규칙, 규정, 법령 등에 대한 설명과 평가를 지향하는 교육 과정.
법사회학 내 일부 영향력 있는 접근 방식은 공식(주)법 측면에서 법의 정의에 도전해 왔다(예를 들어 Eugen Ehrlich 의 "살아있는 법" 개념 및 Georges Gurvitch 의 "사회법" 참조). 이러한 관점에서 법은 법률 시스템과 공식(또는 공식) 법률 제도 및 프로세스뿐만 아니라 그룹, 협회 및 공동체 내에서 생성되는 다양한 비공식(또는 비공식) 형태의 규정성과 규제도 포함하는 것으로 광범위하게 이해된다. 따라서 법에 대한 사회학적 연구는 법률 시스템의 규칙이나 제도가 사회 계층, 성별, 인종, 종교, 성적 취향 및 기타 사회적 범주와 어떻게 상호 작용하는지 분석하는 데 국한되지 않는다. 그들은 또한 변호사, 사업가, 과학자, 정당 구성원, 마피아 구성원 등 다양한 그룹과 "공동체"의 내부 규범적 질서가 어떻게 서로 상호 작용하는지에 초점을 맞춘다. 요컨대, 법은 사회 기관, 그룹 및 공동체의 통합적이고 구성적인 부분으로 연구된다. 이 접근법은 법적 다원주의에 관한 섹션에서 더욱 발전된다.

## 비서구 법사회학
우리가 비서구 세계에 대해 말할 때, 우리는 서구 문화의 그리스-유대-기독교 전통에서 실질적으로 벗어난 문화가 발전한 지역을 언급한다. 따라서 동아시아(중국, 일본, 한국), 동남아시아, 인도 아대륙, 중동 및 사하라 이남 아프리카가 포함된다.
법사회학에 대한 관심은 서구 국가에서 계속해서 더 널리 확산되고 있다. 인도 학자들이 일부 중요한 연구를 수행했지만 중동이나 아프리카 중부 및 북부 지역의 연구자가 수행한 사회법적 연구는 제한적이다. 따라서 법에 대한 사회학 연구의 세계적 확산은 무엇보다도 민주적 정치 체제를 갖춘 산업화된 국가에 고르지 않고 집중되어 있는 것처럼 보인다. 이러한 의미에서, 법사회학의 세계적 확장은 “국경을 넘어 일률적으로 발생하는 것이 아니며, 국가의 부/빈곤, 정치 조직의 형태와 같은 요인뿐만 아니라 국가의 성장과 같은 역사적 요인의 조합과 상관관계가 있는 것으로 보인다. 복지국가... 그러나 이러한 요소들 중 어느 것도 이러한 불균형을 설명할 수 없다.”

## 현대적 관점

### 법다원주의
법다원주의는 법사회학자와 사회인류학자가 "단일 국가나 사회 내에 존재하는 일반적으로 합법성의 출처가 서로 다른 여러 계층의 법을 설명하기 위해" 개발한 개념이다.  “동일한 사회 분야에서 둘 이상의 법체계가 공존하는 상황”으로 정의되기도 한다. 법 다원주의자  법을 국가의 강압적 권력에 의해 뒷받침되는 법원과 판사 시스템뿐만 아니라 "비법적 형태의 규범적 질서"도 포함하도록 광범위하게 정의한다.  법다원주의는 다양한 방법론적 접근 방식으로 구성되며 개념으로서 "국민 국가 내에서 다양한 법적 질서를 인정하는 것부터 보다 광범위하고 개방적인 것에 이르기까지 법에 대한 다양하고 종종 논쟁의 여지가 있는 관점을 포용한다. 타당성에 대한 국가의 인정에 반드시 의존하지 않는 법 개념은 동일한 사회 분야에 두 개 이상의 법 체계가 존재할 때마다 나타날 수 있다.
법실증주의 이데올로기는 변호사와 사회과학자들의 상상력을 강력하게 사로잡았기 때문에 법률 세계에 대한 이념이 성공적으로 사실로 가장할 수 있었고 사회 및 법률 이론의 초석을 형성했다. — 존 그리피스, "법적 다원주의란 무엇인가"
법다원주의는 법사회학의 초기부터 사회법이론에서 중심적인 위치를 차지해 왔다. Eugen Ehrlich 와 Georges Gurvitch 의 사회학 이론은 법 다원주의에 대한 초기 사회학적 기여였다. 더욱이 이는 법사회학과 법인류학 모두에서 수십 년에 걸쳐 가장 지속적인 사회-법적 논쟁 주제를 제공해 왔다. 다양한 법실증주의 학파의 지지자들로부터 많은 비판을 받았다. 비평가들은 종종 다음과 같이 질문한다. "다원주의적 관점에서 법은 다른 규범 체계와 어떻게 구별됩니까? 무엇이 사회 규칙 체계를 합법적으로 만드는가?"
논쟁은 주로 "유일한 진정한 법은 현대 국가에 의해 만들어지고 집행되는 법이라는 주장에서" 발생한다. 이러한 관점은 "법적 중앙집권"라고도 알려져 있다. 법적 중앙집권적 관점에서 존 그리피스(John Griffiths)는 다음과 같이 썼다. “법은 국가의 법이고, 모든 사람에게 통일되고, 다른 모든 법을 배타적으로 적용하며, 단일한 국가 기관에 의해 관리된다.  법적 중앙집중주의, "관습법과 종교법은 국가가 그러한 규범적 질서를 자체 법의 일부로 채택하고 처리하기로 선택한 경우를 제외하고는 '법'이라고 부르기가 적절하지 않는다.
법적 다원주의의 "약한" 버전과 "강한" 버전 사이에는 종종 구별이 이루어진다. "약한" 버전은 "법적 중앙집권제"의 주요 가정에 반드시 의문을 제기하는 것은 아니지만 서구 국가법의 영역 내에서 관습법이나 이슬람법과 같은 다른 법률 시스템도 자율적(공동)을 가질 수 있다는 점만 인정한다. 존재.  "약한" 버전은 다른 형태의 규범적 질서를 법으로 간주하지 않는다. 법 다원주의의 비평가 중 한 명인 Tamanaha는 다음과 같이 말한다. "규범적 질서는 음, 규범적 질서이다. 법은 다른 것, 우리가 분리하여 법이라고 부르는 것이다…". [  반면에 "강력한" 버전은 주법을 여러 형태 중 하나로 간주하는 "신화, 이상, 주장, 환상"으로 모든 법적 중앙집중주의 및 형식주의 법 모델을 거부한다. 법이나 사회 질서의 형태. 현대법은 복수형이며 공적일 뿐만 아니라 사적이기도 하지만 가장 중요한 것은 "국가(공무원) 법률 시스템이 규제의 일차적 위치라기보다는 부차적인 경우가 많다"는 것이다.
법다원주의를 향한 비판은 종종 법실증주의의 기본 가정을 사용하여 매우 (실증주의적인) 가정을 비판하는 것을 목표로 하는 법다원주의 이론의 타당성에 의문을 제기한다.  Roger Cotterrell이 설명 했듯이 , 다원주의적 개념은 "법에 대한 관점을 넓히려는 법사회학자의 노력"의 일부로 이해되어야 한다. 법사회학자의 법에 대한 명세는 실제로 변호사가 전제하는 것과 다를 수 있지만, (실제로 어떤 식으로든 통합) 후자는 법에 대한 변호사의 관점을 고려해야 하기 때문에 법이론에서 다원주의적 접근 방식은 변호사가 일반적으로 법으로 인식하는 것을 인식할 가능성이 높다. 이 법을 더 큰 종류의 한 종으로 볼 수도 있고, 변호사의 법 개념을 특정 목표에 의해 결정된 특정 관점을 반영하는 것으로 간주할 수도 있다.

### 자동 생성
Humberto Maturana 와 Francisco Varela는 원래 자기 참조를 통한 살아있는 세포의 자기 재생산을 설명하기 위해 이론 생물학 내에서 자기 생성 이라는 개념을 만들어냈다. 이 개념은 나중에 차용되어 사회학적 용어로 재구성되었으며 Niklas Luhmann 에 의해 법사회학에 도입되었다. 루만의 시스템 이론 의사소통('행동'이 아닌)을 모든 사회 시스템의 기본 요소로 간주함으로써 객체/주체에 대한 고전적 이해를 초월한다. 그는 Talcott Parsons의 전통적인 시스템 이론과 사이버네틱스 피드백 루프 및 1960년대 자기 조직화의 구조적 이해에 기초한 설명을 깨뜨린다. 이를 통해 그는 인간화된 '주체'의 문제에 대한 해결책을 고안하는 작업을 하게 된다.
"아마도 자기생산 이론에 통합된 가장 도전적인 아이디어는 사회 시스템이 인간의 행위자나 규범이 아니라 커뮤니케이션의 관점에서 정의되어야 한다는 것이다. 커뮤니케이션은 결국 발화, 정보 및 이해의 통일체이며 반복적으로 사회 시스템을 구성한다. 의사소통의 재생산. 비인간화된 법과 사회 이론에 대한 두려움을 불러일으키는 이 사회학적으로 급진적인 테제는 사회 시스템이 의사소통으로 구성된다는 사실을 강조하려고 시도한다.
Roger Cotterrell 에 따르면, "Luhmann은... 이 이론을 사회 시스템과 그 상호 관계에 대한 모든 일반적인 사회학적 분석의 기초로 취급한다.  그러나 법의 자율성에 대한 Luhmann의 이론적 주장은 이전에 제시된 매우 강력한 가정이다. 아마도 그 대신에, 비교주의자와 대부분의 법사회학자들이 선호할 것 같은 종류의 사회적, 법적 변화에 대한 상세한 경험적 연구는 자기생성 이론의 가정은 경험적 연구를 안내하는 것이 아니라 이것이 무엇이든 어떻게 해석할지 결정적으로 설명하는 것이다. 연구를 통해 발견할 수 있다."

### 법적 문화
법문화는 법사회학의 핵심 개념 중 하나이다. 동시에 법문화에 대한 연구는 법사회학의 일반적인 접근방식 중 하나로 간주될 수 있다.
개념으로서는 "법적 지향의 사회적 행동과 태도의 상대적으로 안정된 패턴"을 말하며, 그 자체로 문화 개념의 하위 범주로 간주된다.  데이비드 넬켄(David Nelken) 에 따르면 , 이는 비교법이나 초기 정치학에서 훨씬 더 오랜 역사를 지닌 법적 전통이나 법적 스타일과 같은 용어로 추적될 수 있는 비교적 새로운 개념이다. '책 속의 법칙'과 '행동하는 법칙'의 패턴에 체계적 변이가 존재하는지, 그리고 무엇보다도 이들 사이의 관계를 탐구한다.
접근 방식으로는 법의 문화적 측면, 법적 행위 및 법적 제도에 중점을 두므로 문화 인류학, 법 다원주의 및 비교법 과 친화력이 있다.
로렌스 M. 프리드먼(Lawrence M. Friedman) 은 법사회학에 법문화라는 개념을 도입한 사회법학자 중 한 명이다. 프리드먼에게 법문화는 "법률 시스템에 대한 대중의 지식, 태도, 행동 패턴을 가리킨다". 이는 또한 "문화 전체와 유기적으로 관련된 관습 기관"으로 구성될 수도 있다. 프리드먼은 법 문화의 다양성을 강조하고 다양한 추상 수준, 예를 들어 법 문화 수준에서 법 문화를 탐구할 수 있다고 지적한다. 프리드먼은 '내부'와 '외부' 법률 문화를 구분한 것으로도 알려져 있는데, 전자는 법에 대한 일반적인 태도와 인식을 가리킨다. 사법부와 같은 법률 시스템의 기능인 반면, 후자는 법률 시스템이나 법과 질서 전반에 대한 시민의 태도를 나타낼 수 있다.

### 페미니즘
법은 항상 페미니즘 참여의 중요한 장소 중 하나로 간주되어 왔다. Ruth Fletcher가 지적했듯이 법에 대한 페미니스트의 참여는 수년에 걸쳐 다양한 형태를 취했으며 이는 또한 이론과 실천의 성공적인 통합을 나타낸다. 전문적인 조언 서비스를 제공하면서 여성 단체는 법적인 개념과 방법을 비판적으로 분석함으로써 법적 논의의 조건에 의문을 제기했다.

### 세계화
세계화는 종종 세계 사회 수준에서 급진적인 문화 발전을 가져오는 경제적 과정의 관점에서 정의된다. 법 은 세계화 과정의 필수 요소이며 법과 세계화에 대한 중요한 연구가 이미 1990년대에 Yves Dezalay와 Bryant Garth  및 Volkmar Gessner  에 의해 수행되었지만, 세계화 과정을 유지하는 것은 종종 세계화 사회학 내에서 무시되고 법사회학 내에서는 다소 덜 발달된 상태로 남아 있다.
Halliday와 Osinsky가 지적한 바와 같이, " 경제적 세계화는 글로벌 비즈니스 규제와 그것이 점점 더 의존하고 있는 시장의 법적 구축과 별개로 이해될 수 없다. 문화 세계화는 법과 글로벌 거버넌스 체제에 제도화된 지적 재산권에 대한 관심 없이는 설명될 수 없다. 취약 계층에 대한 보호의 세계화는 국제 형법 및 인도주의법이나 국제 재판소의 영향을 추적하지 않고는 이해할 수 없다. 민주주의와 국가 건설에 대한 세계적인 논쟁은 헌법주의와 관련하여 고려되지 않는 한 의미가 없다.
세계화와 글로벌 사회 연구에 대한 사회법적 접근 방식은 종종 법문화 및 법 다원주의에 대한 연구와 중복되거나 이를 활용한다.

## 연구자 및 연구 분야
독일의 에를리히나 막스 베버, 프랑스의 뒤르켐, 칸토로뷔츠·크로퍼드·귀르뷔치·티마세프·파운드 등이 그 대표자이다. 그 밖에도 옐리네크의 국가사회학, 페리·롬브로조 등에 의한 형사사회학·형사인류학, 메인·바호펜 등에 의한 법의 원시 형태의 연구, 분트 등에 의한 법의 민족학적 고찰 등도 특수한 형태의 법사회학이라고 할 수 있다.

## 같이 보기
- 법학
- 사회학